# Malthodes hladili
Malthodes hladili es una especie de coleóptero de la familia Cantharidae.

## Distribución geográfica
Habita en los territorios que antes se llamaban Yugoslavia.